# Sasima
Sasima (en grec antic Σάσιμα) era una ciutat de Capadòcia a uns 35 km (24 milles romanes) al sud de Nazianz.
La ciutat tenia la primera església de la que va ser nomenat bisbe Gregori de Nazianz pel seu amic Basili de Cesarea on hi va ser poc temps. Gregori la descrivia com un lloc molt miserable. Es menciona a l'Itinerari d'Antoní i en parla també el geògraf Hièrocles al segle VI.
Podria ser a prop de la moderna Babloma.